# Christiane Ritter
Christiane Ritter (Karlsbad, 13 de julho de 1897 — Viena, 29 de dezembro de 2000), foi uma escritora austríaca. Sua obra mais famosa, e a única traduzida para o português, é Uma mulher na noite polar, em que conta a experiência que ela e o marido Hermann passaram no Ártico em 1933-1934.

## Publicações
- Eine Frau erlebt die Polarnacht, Propyläen-Verlag, Berlin 1938 1. Auflage
- Eine Frau erlebt die Polarnacht, Ullstein, Berlin 2005, ISBN 3-548-23566-2 20. Auflage
- Fremdsprachige Ausgaben: 1952 Paris, 1954 New York, 1956 London, 1964 Mexiko, 1966 Bratislava, 1967 Sofia